# Plusiophaes seydeli
Plusiophaes seydeli là một loài bướm đêm trong họ Noctuidae.